# يوفون
اليوفون (الاسم العلمي: Euphonia) هي جنس من الطيور يتبع فصيلة الشراشير الحقيقية من رتبة العصفوريات.

## أنواع اليوفون
- يوفون الأيكة (الاسم العلمي:Euphonia affinis)
- يوفون أبيض المخرج (الاسم العلمي:Euphonia minuta)
- يوفون أبيض المقدمة (الاسم العلمي:Euphonia chrysopasta)
- يوفون أحمر البطن (الاسم العلمي:Euphonia rufiventris)
- يوفون أخضر الحنجرة (الاسم العلمي:Euphonia chalybea)
- يوفون أخضر برونزي (الاسم العلمي:Euphonia mesochrysa)
- يوفون أرجواني الحنجرة (الاسم العلمي:Euphonia chlorotica)
- يوفون أزرق الردف (الاسم العلمي:Euphonia elegantissima)
- يوفون أصفر الحنجرة (الاسم العلمي:Euphonia hirundinacea)
- يوفون أصفر الطوق (الاسم العلمي:Euphonia luteicapilla)
- يوفون أنتيلي (الاسم العلمي:Euphonia musica)
- يوفون برتقالي البطن (الاسم العلمي:Euphonia xanthogaster)
- يوفون برتقالي التاج (الاسم العلمي:Euphonia saturata)
- يوفون بنفسجي (الاسم العلمي:Euphonia violacea)
- يوفون بني الرأس (الاسم العلمي:Euphonia anneae)
- يوفون تريندادي (الاسم العلمي:Euphonia trinitatis)
- يوفون جامايكي (الاسم العلمي:Euphonia jamaica)
- يوفون ذهبي الجوانب (الاسم العلمي:Euphonia cayennensis)
- يوفون ذهبي الردف (الاسم العلمي:Euphonia cyanocephala)
- يوفون رصاصي (الاسم العلمي:Euphonia plumbea)
- يوفون زيتوني الظهر (الاسم العلمي:Euphonia gouldi)
- يوفون سميك المنقار (الاسم العلمي:Euphonia laniirostris)
- يوفون فينشي (الاسم العلمي:Euphonia finschi)
- يوفون كستنائي البطن (الاسم العلمي:Euphonia pectoralis)
- يوفون كهرماني المخرج (الاسم العلمي:Euphonia fulvicrissa)
- يوفون متناسق (الاسم العلمي:Euphonia concinna)
- يوفون محاكي (الاسم العلمي:Euphonia imitans)